# Das Bienenhaus
Das Bienenhaus (persisch کندو, Kandoo) ist ein iranischer Spielfilm von Regisseur Fereydun Gole aus dem Jahr 1975.

## Handlung
Ebi (Behrouz Vossoughi) und Herr Hosseyni (Davoud Rashidi) werden am selben Tag aus dem Gefängnis entlassen. Hosseni entscheidet sich, nach Khoramschahr zu fahren, und die beiden trennen sich in der Stadtmitte. Am nächsten Tag begegnen sie einander in einem Bordell, gehen dann in ein Teehaus, in dem sie sogar übernachten. Ebi verliert eine Wette mit Hosseyni, in der der Verlierer tun muss, was der Gewinner verlangt. Agha Hosseyni verlangt von Ebi, in die Kneipen zu gehen und auf Kredit zu essen und zu trinken. Ebi nimmt die Wette an. Von der dritten Kneipe bis zur letzten wird er brutal und teilt Prügel aus. In der Zwischenzeit fährt Hosseyni mit zwei anderen Männern durch die Straßen von Teheran, um Ebi von der letzten Kneipe abzuholen. Sie finden Ebi schwer verletzt und blutend vor. 
Plötzlich stürmt die Polizei das Teehaus und verhaftet Ebi. 